# Gmina Hamilton (hrabstwo Decatur)

Położenie Gminy Hamilton w hrabstwie Decatur

Gmina Hamilton (ang. Hamilton Township) – gmina w USA, w stanie Iowa, w hrabstwie Decatur. Według danych z 2000 roku gmina miała 180 mieszkańców, a jej powierzchnia wynosi 65,53 km².